# Floresta do Araguaia
Floresta do Araguaia là một đô thị thuộc bang Pará, Brasil. Đô thị này có diện tích 3444,251 km², dân số năm 2007 là 14824 người, mật độ 4,3 người/km².